# 特捜TV!!ガブリンチョ
『特捜TV!!ガブリンチョ』（とくそうテレビ ガブリンチョ）は、1996年4月6日から2001年3月31日まで、テレビ朝日で放送された番組宣伝を兼ねた情報バラエティ番組。

## 出演者

### 総合司会
- 田代まさし - 1996年4月から2000年9月まで出演。不祥事により降板（田代まさし参照）
- 安西ひろこ - 2000年10月から2001年3月まで。

### 進行アナウンサー
- 野村華苗（当時テレビ朝日アナウンサー）
- 徳永有美（当時テレビ朝日アナウンサー）
- 吉元潤子（当時テレビ朝日アナウンサー）

### レギュラー
- 安西ひろこ
- ラッシャー板前
- ダチョウ倶楽部（肥後克広、寺門ジモン、上島竜兵）
- TIM（ゴルゴ松本、レッド吉田）
- ジョーダンズ（山崎まさや、三又忠久）
- 猿岩石（有吉弘行、森脇和成）
- ガレッジセール（川田広樹、ゴリ）
- オセロ（中島知子[1]、松嶋尚美）
- やるせなす（石井康太、中村豪）
- 品川庄司（品川祐、庄司智春）
- ホーム・チーム（与座嘉秋、檜山豊）
- 三村マサカズ（バカルディ、現さまぁ〜ず）

ほか

### ガブガール
複数のグラビアアイドルが番組アシスタントとして起用され、後に写真集やイメージビデオが発売された。レースクイーン風のコスチュームが用意されていた。初代の4人が番組卒業後、2代目ガブガールのオーディションが行われたが、そのオーディション選考に、当時素人だった藤川優里がビキニ姿で参加していた。

#### 初代
- 桜庭あつこ
- 藤森みゆき
- 田村りおん
- 小川まるみ

## 主なコーナー
ガブステーション
肥後克広が『ニュースステーション』のメインキャスター・久米宏の真似をしながら、人気テレビ番組の裏側を伝える。
ぴったしガブガブ
人気クイズ番組だった『ぴったし カン・カン』（TBS製作）の雰囲気に近く、司会は肥後克広が久米宏の真似をしながら務めた。本家と同様に2チームに分かれ、ゲストの若い頃（特に幼い頃）の写真をヒントにゲストを当てる形式のクイズコーナーだった。ゲストとして登場する芸能人は自分の出演する番組の宣伝を兼ねての出演だった。

## 放送時間
いずれもJST。
- 土曜 16:00 - 17:00 （1996.4.6 - 1998.3.28）
- 土曜 16:00 - 17:25 （1998.4.4 - 1998.9.26）
- 土曜 16:00 - 16:55 （1998.10.3 - 1999.3.27）
- 土曜 10:55 - 11:45 （1999.4.3 - 1999.9.25）
- 土曜 16:00 - 17:25 （1999.10.2 - 2000.3.25[2]）
- 土曜 16:00 - 16:55 （2000.4.1 - 2001.3.31[2]）